# 李邽
李 邽（り けい、生没年不詳）は、五胡十六国時代の人物。遼西郡の出身。

## 生涯
冉魏に仕え、趙郡太守に任じられていた。
351年8月、前燕の輔国将軍慕容恪は常山に南進、九門に至ると、李邽は郡をあげて降伏した。慕容恪は手厚く慰撫し、李邽を伴って中山の攻囲にあたった。
豫州刺史に任じられた。
369年9月、豫州の兵5千を率いて、前燕に侵攻した東晋の大司馬桓温の軍の糧道を断った。
370年12月、前秦によって前燕は滅び、前燕の臣下は前秦に登用され、李邽は尚書に任じられた。
これ以後の事績は、史書に記されていない。